# WJMK
WJMK (en coréen : 우주미키) est un girl group projet sud-coréen composé de quatre membres, deux des Cosmic Girls :  Seola et Luda, et deux des Weki Meki : Yoo-jung et Do-yeon. Le girl group est créé en 2018 sous Starship Entertainment et Fantagio Music.  

## Histoire

### 2018: Débuts avecStrong
Le 2 mai 2018, Starship Entertainment et Fantagio Music annoncent la formation de WJMK et publient des teasers,. Tout au long du mois, les labels publient des images promotionnelles et le 1er juin, le premier single du girl group, Strong, est révélé avec son clip vidéo. 

## Membres
- Seola (설아)
- Luda (루다)
- Choi Yoo-jung (최유정)
- Kim Do-yeon (김도연)

## Discographie

### Singles
| Titre              | Année | Meilleures positions | Album |
| Titre              | Année | KOR                  | Album |
| ------------------ | ----- | -------------------- | ----- |
| Strong (짜릿 하게) | 2018  | -                    | -     |

## Filmographie

### Clips vidéos
| Année | Titre              | Directeur (s) | Réf.  |
| ----- | ------------------ | ------------- | ----- |
| 2018  | Strong (짜릿 하게) | Zanybros      | [ 4 ] |